# سيديا توري
سيديا توري (مواليد 1945) سياسي غيني. شغل منصب رئيس وزراء غينيا من 1996 إلى 1999 وهو حاليًا رئيس اتحاد القوات الجمهورية (UFR)، وهو حزب معارض.

## رئيس الوزراء
بعد أن كان في السابق في المنفى في كوت ديفوار، عُيّن توري، الذي كان يُعد «تكنوقراطيًا ذي عقلية إصلاحية»، رئيسًا للوزراء من قبل الرئيس لانسانا كونتي  في 9 يوليو 1996، ليصبح أول رئيس وزراء لغينيا منذ عام 1984.
وُصف تعيين توري، الذي أعقب محاولة انقلاب في فبراير 1996، بأنه جزء من جهد كونتي لمتابعة الإصلاحات. ومع ذلك، بعد بضع سنوات من سياسات توري الإصلاحية، بدا أن كونتي قد غير مساره ورفض توري، الذي خلفه لامين سيدمي في 8 مارس 1999.

## زعيم المعارضة
بعد ترك الحكومة، أصبح توري زعيماً للمعارضة. يشغل حاليًا منصب رئيس اتحاد قوى المقاومة (UFR).
إلى جانب قادة المعارضة الرئيسيين الآخرين، أعلن توري في أوائل نوفمبر 2003 أنه سيقاطع الانتخابات الرئاسية في ديسمبر 2003 بسبب مخاوف من أنها لن تكون حرة ونزيهة وعدم قبول الحكومة مطالب المعارضة.
بعد أن نظم توري مسيرة في ضاحية كوناكري بغبيسيا في أواخر عام 2003، اندلعت أعمال شغب طلابية، ونتيجة لذلك اعتقل توري واستجوب. وبعد ذلك، في أواخر أبريل / نيسان 2004، قُبض عليه واحتُجز ليلة واحدة. اتهم توري بالتآمر لقلب نظام الحكم، وعلى الرغم من إطلاق سراحه بكفالة، فقد مُنع من ممارسة السياسة ومن السفر إلى دول أخرى. برأته محكمة الاستئناف من التهم في يوليو 2004.
شارك توري في احتجاج كبير للمعارضة ‏ في كوناكري في 28 سبتمبر 2009؛ كان الاحتجاج مُوجه ضد نية الترشح المشتبه بها لزعيم المجلس العسكري موسى داديس كامارا في الانتخابات الرئاسية في يناير 2010. هاجم الجيش المتظاهرين وقتل الكثيرين منهم. تعرض توري لإصابة خطيرة في الرأس ونُقل إلى المستشفى. على الرغم من أن المجلس العسكري منع قادة المعارضة من التحدث إلى الصحافة، إلا أن توري اتصل سراً بقناة بي بي سي " BBC Focus on Africa" من حمام في المستشفى وقدم روايته للأحداث. قال إن الجنود «ببدأوا في إطلاق النار مباشرة على الناس ... حاولوا قتلنا». أُطلق سراح توري في 29 سبتمبر/أيلول وعاد إلى منزله (الذي كان أيضًا مقر اتحاد قوى المقاومة)، ليكتشف أنه تعرض للنهب. في 1 أكتوبر/تشرين الأول 2009، قال إن المعارضة لا يمكنها التحدث إلى الحكومة في أعقاب هذا العنف، وإن الانتخابات المخطط لها يجب إجراؤها تحت سلطة محايدة. ورفض عرض المجلس العسكري بتشكيل حكومة وحدة وطنية، قائلا إن الشعب في حالة حداد وكان في حالة صدمة من أحداث 28 سبتمبر. وفقًا لتوري، كانت الأولوية العاجلة هي تحديد من أعطى الأمر بفتح النار على المتظاهرين. 

### الانتخابات الرئاسية 2010
بصفته مرشح اتحاد قوى المقاومة UFR للانتخابات الرئاسية في يونيو 2010، كان توري أحد المرشحين الرئيسيين، لكنه في النهاية احتل المركز الثالث، وحصل على 13.62٪ من الأصوات. طعن في النتائج في البداية، ولكن بعد أن أكدتها المحكمة العليا، وافق علنًا على نتيجة الجولة الأولى في 22 يوليو 2010: «سواء كنا ضحية أم لا ، أعتقد أننا يجب أن نبدأ باحترام المؤسسات والمضي قدمًا.» على الرغم من فشله في الفوز بمكان في الجولة الثانية، حيث كان مرشح المركز الأول سيلو دالين ديالو يواجه الوصيف ألفا كوندي، كان لدى توريه ما يكفي من الدعم لدرجة أنه كان يُنظر إليه على أنه « صانع الملوك » محتمل يمكنه التأثير على نتيجة الجولة الثانية بتأييد مرشح. وقال توري «سنقدم مقترحاتنا للحكومة إلى كلا المرشحين»، مضيفًا أنه «إنه تحالف نسعى إليه وسننتظر ونرى نتيجة المفاوضات مع الزعيمين.».
في سبتمبر 2021، عادت سيديا توري إلى غينيا بعد 10 أشهر من المنفى في أوروبا.